# Comunità collinare del Gavi
La Comunità collinare del Gavi, chiamata anche Unione collinare del Gavi, è un'unione di tre comuni della provincia di Alessandria nella zona di produzione del Cortese di Gavi. Nata nel 2004 ne fanno parte i comuni di:
- Tassarolo (dal 2007)
- Capriata d'Orba (dal 2004)
- Francavilla Bisio (dal 2004)

È uscito il comune di Gavi che ne ha fatto parte dal 2004 all'aprile 2005. Ha sede in piazza Garibaldi 5 a Capriata d'Orba, il comune più grande della comunità collinare. La comunità collinare fa 2 915 abitanti totali.

## Abitanti
| Comune            | Abitanti |
| ----------------- | -------- |
| Capriata d'Orba   | 1.845    |
| Francavilla Bisio | 459      |
| Tassarolo         | 611      |
| Totale            | 2.915    |